# Norwegischer Fußballpokal der Männer 1989
Der norwegische Fußballpokal 1989 (kurz auch NM-Cup 1989 genannt) war die 84. Austragung des Fußballpokalwettbewerbs der Männer. Der Pokalsieger musste nach einem 2:2 nach Verlängerung zwischen Viking Stavanger und Molde FK ermittelt werden. Viking gewann die Wiederholung mit 2:1. Durch den Sieg qualifizierte sich Viking für den Europapokal der Pokalsieger 1990/91.
In den ersten drei Runden wurde der Sieger bei einem Unentschieden nach Verlängerung im Elfmeterschießen ermittelt. Ab der vierten Runde kam es bei einem Remis zum Wiederholungsspiel.

## 1. Runde
| Datum      |                       | Ergebnis              |                     |
| ---------- | --------------------- | --------------------- | ------------------- |
| 06.06.1989 | Asker SK              | 3:0                   | Skeid Oslo          |
|            | Fram Larvik           | 1:0                   | Nøttery IF          |
|            | FK Gevir Bodø         | 5:4                   | IL Stålkameratene   |
|            | Kopervik IL           | 0:1                   | Ålgård FK           |
| 07.06.1989 | Alvdal IL             | 3:0                   | Røros IL            |
|            | Askim FK              | 0:2                   | Moss FK             |
|            | Aurskog-Finstadbru SK | 0:1                   | Strømmen IF         |
|            | Bergsøy IL            | 3:0                   | Hareid IL           |
|            | Brann Bergen          | 3:0                   | Ny-Krohnborg IL     |
|            | Brattvåg IL           | 1:2                   | Kristiansund FK     |
|            | Clausenengen FK       | 2:0                   | Sunndal IL          |
|            | Eik IF Tønsberg       | 5:0                   | Odds BK             |
|            | Ekholt BK             | 3:8                   | Mjøndalen IF        |
|            | Elverum FK            | 0:1 n. V.             | Sander IL           |
|            | FK Fauske/Sprint      | 1:4                   | FK Mjølner          |
|            | Flekkefjord FK        | 0:2                   | Start Kristiansand  |
|            | Fyllingen IL          | 5:0                   | IL Varegg           |
|            | Geilo IL              | 1:2                   | Frigg Oslo FK       |
|            | Gjelleråsen IF        | 0:4                   | Vålerenga Oslo      |
|            | Gran IL               | 3:8                   | Ham-Kam             |
|            | Grim FK               | 1:0                   | FK Jerv             |
|            | Grue IL               | 2:0                   | Kongsvinger IL      |
|            | SK Haugar             | 1:1 n. V. (6:5 i. E.) | SK Djerv 1919       |
|            | Hinna Fotball         | 1:6                   | Bryne FK            |
|            | TIL Hovding           | 0:1                   | SK Vard Haugesund   |
|            | IL Hødd               | 1:0                   | Aalesunds FK        |
|            | Kapp IF               | 2:2 n. V. (2:4 i. E.) | Raufoss IL          |
|            | KIL/Hemne FG          | 0:2                   | IL Stjørdals-Blink  |
|            | Klepp IL              | 2:3                   | Viking Stavanger    |
|            | Kolbotn IL            | 2:0                   | Kjelsås IL          |
|            | Kvik Halden FK        | 1:3                   | Fredrikstad FK      |
|            | Langesund IF          | 5:2                   | FK Donn             |
|            | IF Liv/Fossekallen    | 0:3                   | Lillestrøm SK       |
|            | FK Luna               | 3:2                   | Andenes IL          |
|            | SFK Lyn Oslo          | 2:2 n. V. (1:4 i. E.) | SF Grei             |
|            | Lyngbø SK             | 1:2                   | Fana IL             |
|            | Mosjøen IL            | 1:2                   | FK Bodø/Glimt       |
|            | Nardo FK              | 0:2                   | Steinkjer FK        |
|            | FK Narvik/Nor         | 1:5                   | Harstad IL          |
|            | Nybergsund IL         | 5:3 n. V.             | Lørenskog IF        |
|            | Otta IL               | 2:5                   | Sogndal IL          |
|            | Ottestad IL           | 1:2 n. V.             | Faaberg IL          |
|            | IF Pors               | 3:1                   | Stokke IL           |
|            | Ranheim IL            | 01:16                 | Rosenborg Trondheim |
|            | Sandefjord BK         | 3:2 n. V.             | Larvik Turn         |
|            | Selbak TIF            | 3:2                   | SFK Mercantile Oslo |
|            | IF Skarp              | 3:0                   | Honningsvåg TIF     |
|            | Skjervøy IK           | 1:3                   | Tromsø IL           |
|            | Slemmestad IF         | 1:4                   | FK Ørn              |
|            | SK Sprint-Jeløy       | 5:2                   | Drøbak/Frogn IL     |
|            | Stord IL              | 2:1 n. V.             | Vadmyra IL          |
|            | Strindheim IL         | 2:1                   | Neset FK            |
|            | Stryn TIL             | 5:1                   | Florø SK            |
|            | Strømsgodset IF       | 6:2                   | SBK Drafn           |
|            | Tertnes IL            | 0:4                   | Os TF               |
|            | Tranabakkan FK        | 1:6                   | Namsos IL           |
|            | Tromsdalen UIL        | 0:2                   | IL Ulfstind         |
|            | Trosvik IF            | 0:1                   | Råde IL             |
|            | SK Træff              | 1:2                   | Volda TI            |
|            | Sandnes Ulf           | 2:2 n. V. (5:3 i. E.) | Randaberg IL        |
|            | Ullern IF             | 4:3 n. V.             | IF Ready            |
|            | Verdal IL             | 2:2 n. V. (6:5 i. E.) | Nidelv/Falken FA    |
|            | FK Vidar              | 5:0                   | Figgjo IL           |
|            | Åndalsnes IF          | 2:4                   | Molde FK            |

## 2. Runde
| Datum      |                     | Ergebnis              |                    |
| ---------- | ------------------- | --------------------- | ------------------ |
| 21.06.1989 | FK Bodø/Glimt       | 5:0                   | FK Gevir Bodø      |
|            | Eik IF Tønsberg     | 4:2                   | Selbak TIF         |
|            | Fana IL             | 3:1                   | Brann Bergen       |
|            | Fredrikstad FK      | 2:2 n. V. (3:4 i. E.) | Sandefjord BK      |
|            | Faaberg IL          | 2:0                   | Grue IL            |
|            | SF Grei             | 0:3                   | Strømsgodset IF    |
|            | Ham-Kam             | 5:2                   | Nybergsund IL      |
|            | Harstad IL          | 6:2                   | FK Luna            |
|            | Kristiansund FK     | 1:1 n. V. (3:5 i. E.) | IL Hødd            |
|            | Lillestrøm SK       | 1:0                   | Asker SK           |
|            | FK Mjølner          | 1:0                   | IF Skarp           |
|            | Mjøndalen IF        | 1:0                   | Langesund IF       |
|            | Molde FK            | 11:00                 | Bergsøy IL         |
|            | Moss FK             | 5:2                   | Fram Larvik        |
|            | Namsos IL           | 1:1 n. V. (1:3 i. E.) | IL Stjørdals-Blink |
|            | Os TF               | 2:1                   | Fyllingen IL       |
|            | Raufoss IL          | 2:5                   | Alvdal IL          |
|            | Rosenborg Trondheim | 8:0                   | Verdal IL          |
|            | Sander IL           | 0:3                   | Frigg Oslo FK      |
|            | Sogndal IL          | 2:1                   | Stryn TIL          |
|            | Start Kristiansand  | 3:0                   | Grim FK            |
|            | Steinkjer FK        | 4:3 n. V.             | Strindheim IL      |
|            | Stord IL            | 4:1                   | SK Haugar          |
|            | Strømmen IF         | 0:2 n. V.             | Ullern IF          |
|            | IL Ulfstind         | 0:8                   | Tromsø IL          |
|            | Viking Stavanger    | 8:1                   | Sandnes Ulf        |
|            | Volda TI            | 3:0                   | Clausenengen FK    |
|            | Vålerenga Oslo      | 7:2                   | SK Sprint-Jeløy    |
|            | Ålgård FK           | 1:2                   | Bryne FK           |
| 22.06.1989 | FK Ørn              | 1:0                   | IF Pors            |
|            | Råde IL             | 2:1 n. V.             | Kolbotn IL         |
|            | SK Vard Haugesund   | 1:4                   | FK Vidar           |

## 3. Runde
| Datum      |                    | Ergebnis              |                     |
| ---------- | ------------------ | --------------------- | ------------------- |
| 04.07.1989 | IL Stjørdals-Blink | 1:4                   | Mjøndalen IF        |
| 05.07.1989 | Alvdal IL          | 0:5                   | Rosenborg Trondheim |
|            | Bryne FK           | 6:0                   | Os TF               |
|            | Fana IL            | 1:0                   | Stord IL            |
|            | Frigg Oslo FK      | 2:2 n. V. (8:7 i. E.) | Råde IL             |
|            | Faaberg IL         | 2:1 n. V.             | Moss FK             |
|            | Harstad IL         | 1:0 n. V.             | FK Mjølner          |
|            | IL Hødd            | 1:2                   | Molde FK            |
|            | Sandefjord BK      | 0:5                   | Vålerenga Oslo      |
|            | Start Kristiansand | 1:3                   | Eik IF Tønsberg     |
|            | Steinkjer FK       | 3:4                   | Lillestrøm SK       |
|            | Strømsgodset IF    | 8:0                   | FK Ørn              |
|            | Tromsø IL          | 3:1                   | FK Bodø/Glimt       |
|            | Ullern IF          | 0:5                   | Ham-Kam             |
|            | FK Vidar           | 2:4 n. V.             | Viking Stavanger    |
|            | Volda TI           | 0:2                   | Sogndal IL          |

## 4. Runde
| Datum      |                     | Ergebnis  |                |
| ---------- | ------------------- | --------- | -------------- |
| 26.07.1989 | Eik IF Tønsberg     | 1:0       | Fana IL        |
|            | Lillestrøm SK       | 3:1       | Tromsø IL      |
|            | Molde FK            | 0:0 n. V. | Frigg Oslo FK  |
|            | Rosenborg Trondheim | 7:1       | Bryne FK       |
|            | Sogndal IL          | 2:0       | Vålerenga Oslo |
|            | Strømsgodset IF     | 0:1       | Faaberg IL     |
|            | Viking Stavanger    | 2:1 n. V. | Harstad IL     |
| 27.07.1989 | Mjøndalen IF        | 2:3       | Ham-Kam        |

### Wiederholungsspiel
| Datum      |               | Ergebnis |          |
| ---------- | ------------- | -------- | -------- |
| 02.08.1989 | Frigg Oslo FK | 2:3      | Molde FK |

## Viertelfinale
| Datum      |               | Ergebnis  |                     |
| ---------- | ------------- | --------- | ------------------- |
| 16.08.1989 | Faaberg IL    | 2:3       | Viking Stavanger    |
|            | Ham-Kam       | 1:0 n. V. | Rosenborg Trondheim |
|            | Lillestrøm SK | 2:2 n. V. | Eik IF Tønsberg     |
|            | Sogndal IL    | 4:5       | Molde FK            |

### Wiederholungsspiel
| Datum      |                 | Ergebnis  |               |
| ---------- | --------------- | --------- | ------------- |
| 24.08.1989 | Eik IF Tønsberg | 3:1 n. V. | Lillestrøm SK |

## Halbfinale
| Datum      |                  | Ergebnis |                 |
| ---------- | ---------------- | -------- | --------------- |
| 16.09.1989 | Viking Stavanger | 3:1      | Ham-Kam         |
| 17.09.1989 | Molde FK         | 1:0      | Eik IF Tønsberg |

## Finale
| Molde FK                                    | Molde FK | Viking Stavanger | Viking Stavanger |
| ------------------------------------------- | --- | --- | ---------------- |
| Molde FK                                    | \| Finale \| \| 22. Oktober 1989 in Oslo (Ullevaal-Stadion) \| \| Ergebnis: 2:2 n. V. (2:2, 0:1) \| \| Zuschauer: 23.000 \| \| Schiedsrichter: Rune Pedersen \| \| Spielbericht \|                                                                               | \| Finale \| \| 22. Oktober 1989 in Oslo (Ullevaal-Stadion) \| \| Ergebnis: 2:2 n. V. (2:2, 0:1) \| \| Zuschauer: 23.000 \| \| Schiedsrichter: Rune Pedersen \| \| Spielbericht \|                                                                      | Viking Stavanger |
| Molde FK                                    | Thor André Olsen – Ulrich Møller – Hugo Hansen, Knut Hallvar Eikrem (64. Øystein Neerland), Ole Erik Stavrum, Geir Sperre – Øyvind Leonhardsen, Morten Kristiansen, Ronald Wenaas – Jostein Flo (88. Stein Olav Hestad), Petter Belsvik Cheftrainer: Åge Hareide | Lars Gaute Bø – Kent Christiansen, Ingve Henrik Bøe, Roger Nilsen, Svein Fjælberg – Egil Fjetland (82. Rune Gjerde), Trond Egil Soltvedt, Per Holmberg (74. Endre Tangen), Kjell Jonevret – Alf Kåre Tveit, Jan Fjetland Cheftrainer: Benny Lennartsson | Viking Stavanger |
| Molde FK                                    | 1:2 Øystein Neerland (71.) 2:2 Petter Belsvik (90.) | 0:1 Alf Kåre Tveit (23.) 0:2 Per Holmberg (61.) | Viking Stavanger |
| Molde FK                                    | Øystein Neerland, Geir Sperre | Roger Nilsen | Viking Stavanger |
| Finale                                      | | |                  |
| 22. Oktober 1989 in Oslo (Ullevaal-Stadion) | | |                  |
| Ergebnis: 2:2 n. V. (2:2, 0:1)              | | |                  |
| Zuschauer: 23.000                           | | |                  |
| Schiedsrichter: Rune Pedersen               | | |                  |
| Spielbericht                                | | |                  |

### Wiederholungsspiel
| Viking Stavanger                            | Viking Stavanger | Molde FK | Molde FK |
| ------------------------------------------- | --- | --- | -------- |
| Viking Stavanger                            | \| Finale Wiederholung \| \| 29. Oktober 1989 in Oslo (Ullevaal-Stadion) \| \| Ergebnis: 2:1 (1:1) \| \| Zuschauer: 9.856 \| \| Schiedsrichter: Egil Nervik \| \| Spielbericht \|                                                                        | \| Finale Wiederholung \| \| 29. Oktober 1989 in Oslo (Ullevaal-Stadion) \| \| Ergebnis: 2:1 (1:1) \| \| Zuschauer: 9.856 \| \| Schiedsrichter: Egil Nervik \| \| Spielbericht \|                                                        | Molde FK |
| Viking Stavanger                            | Lars Gaute Bø – Kent Christiansen, Ingve Henrik Bøe, Roger Nilsen, Svein Fjælberg – Egil Fjetland (52. Geir Malmedal), Trond Egil Soltvedt, Per Holmberg, Kjell Jonevret – Alf Kåre Tveit (84. Rune Gjerde), Jan Fjetland Cheftrainer: Benny Lennartsson | Thor André Olsen – Hugo Hansen, Knut Hallvar Eikrem (60. Stein Olav Hestad), Ulrich Møller, Ole Erik Stavrum, Geir Sperre – Øyvind Leonhardsen, Morten Kristiansen, Ronald Wenaas – Jostein Flo, Petter Belsvik Cheftrainer: Åge Hareide | Molde FK |
| Viking Stavanger                            | 1:0 Jan Fjetland (15.) 2:1 Alf Kåre Tveit (47.) | 1:1 Geir Sperre (38.) | Molde FK |
| Viking Stavanger                            | Ingve Henrik Bøe, Per Holmberg | Ulrich Møller, Ronald Wenaas, Morten Kristiansen | Molde FK |
| Finale Wiederholung                         | | |          |
| 29. Oktober 1989 in Oslo (Ullevaal-Stadion) | | |          |
| Ergebnis: 2:1 (1:1)                         | | |          |
| Zuschauer: 9.856                            | | |          |
| Schiedsrichter: Egil Nervik                 | | |          |
| Spielbericht                                | | |          |